# إكس إس إيه
تشير في  xsa  علم الحاسوب (المعروفة باسم  الهجوم عبر الخوادم ) هي طريقة اختراق أمن الشبكات  والتي تسمح للعميل الضار بخرق الأمن عبر موقع ويب أو خدمة على خادم باستخدام خدمات مطبقة على الخادم والتي قد لا تكن آمنا.
يستخدم xsa بشكل عام جنبًا إلى جنب مع الخدمات الأخرى الموجودة على نفس الخادم.

## أسس
Xsa هو وسيلة تسمح للعميل الضار لاستخدام خدمات الخادم  لينفذ الهجوم من اجل خدمة أخرى على نفس الخادم أو الشبكة.
معظم شركات استضافة مواقع الويب التي تقدم استضافة لمقادير كبيرة أو حتى قليلة من مواقع الويب المنفصلة معرضة لطريقة الهجوم هذه ، بسبب مقدار خدمات الوصول مثل بى اتش بى وخادم الويب نفسه تمنح للعميل الذي يسمح للعميل بالوصول إلى تكوينات وملفات وكلمات مرور أخرى لموقع الويب وما شابه.

## التاريخ
مصطلح  xsa  لأول مرة صيغت من قبل "DeadlyData"، هاكر بارز خلال أوائل عام 2000 ،عبر برنامج الاتصالات الصوتية TeamSpeak . على الرغم من أنه لم يخترع طريقة التطفل هذه أو ابتكرها ، فقد صاغها كمصطلح قصير لوصف فعل تنفيذ الهجمات عبر الخوادم (XSAs).
ثم تم استخدامه بشكل أكبر في المجتمع وهو الآن يدعم معظم الأساليب والمجموعات الفرعية للطريقة التي تعطي كلاً من متسلل الكمبيوتر والأفراد الضارين المصطلحات لمهاجمة مواقع الويب باستخدام البرامج يقع على نفس الخادم.
أكثر من صوت وبرامج الاتصالات ودعا teamspeak. وفي حين انه لم أخترع هذه الطريقة أو الريادة في الاقتحام، وقال انها صيغت على النحو أقصر مدة لوصف أداء عمل من أعمال xsa.
ثم كانت تستخدم كذلك في المجتمع وتدعم الآن بالنسبة لمعظم من طرق فرعية من والطريقة التي تعطى كل من المتسكعين والمصطلحات الخبيثه عملاء للهجوم على مواقع الويب باستخدام برامج الحاسوب أن يقع على نفس الخادم.

## وصلات خارجية
- TheDefaced Security Team
- DarkMindZ - Think Dark
- r00tsecurity - Your Security Community
- Go Null Yourself